# Yeşilyurt, Karacasu
Yeşilyurt là một xã thuộc huyện Karacasu, tỉnh Aydın, Thổ Nhĩ Kỳ. Dân số thời điểm năm 2010 là 124 người.